# Thierry Frémaux
Thierry Frémaux (pronunciación en francés: /tjɛ.ʁi fʁe.mo/; Tullins, Francia, 29 de mayo de 1960) es el director actual del Instituto Lumière, del Festival de Cine Lumière y, desde el 2000, del prestigioso Festival de Cannes.

## Educación y carrera
Frémaux tiene un diploma de estudios de aplicaciones (equivalente a una Maestría en Estudios Avanzados) en historia del cine de la Universidad de Lumière 
en Lyon. 
En 2017, Frémaux reunió una colección de las primeras películas de los Hermanos Lumière en un largometraje completo "Lumière! La aventura comienza". También expresó la versión francesa de la película.

## Festival de Cannes
Después de declinar la dirección de la Cinemateca francesa en 1999 , fue nominado por Gilles Jacob, presidente electo, como delegado artístico del Festival de Cine de Cannes, tras la salida precipitada de Olivier Barrot. Thierry Frémaux, sin embargo, negocia no tener que dejar la cabeza del Instituto Lumière.